# NGC 3808
NGC 3808 је спирална галаксија у сазвежђу Лав која се налази на NGC листи објеката дубоког неба.
Деклинација објекта је + 22° 25' 47" а ректасцензија 11h 40m 44,0s. Привидна величина (магнитуда) објекта NGC 3808 износи 13,4 а фотографска магнитуда 14,1. NGC 3808 је још познат и под ознакама UGC 6643, MCG 4-28-21, CGCG 127-25, ARP 87, VV 300, PRC D-19, KCPG 297A, PGC 36227.